# Hagikaze
L'Hagikaze (萩風? lett. "Vento sul bocciolo di trifoglio") è stato un cacciatorpediniere della Marina imperiale giapponese, quattordicesima unità della classe Kagero. Fu varato nel giugno 1940 dal cantiere navale della ditta Uraga, a Tokyo.
Appartenente alla 4ª Divisione, nel corso della rapida espansione nipponica nel Sud-est asiatico rimase con il grosso della 2ª Flotta che coprì a distanza le successive operazioni anfibie nelle Filippine, in Malaysia e nelle Indie orientali olandesi, partecipando infine all'incursione giapponese nell'Oceano Indiano pur con un ruolo minore. Transitò quindi con la divisione nella 1ª Flotta aerea del viceammiraglio Chūichi Nagumo e partecipò attivamente alla battaglia delle Midway (4-6 giugno 1942). A metà agosto effettuò uno dei primi viaggi del Tokyo Express e fu colpito da una bomba che lo costrinse a rimanere fuori servizio fino al febbraio 1943. Successivamente operò come scorta ravvicinata alle grandi unità che si spostavano tra le acque metropolitane nipponiche e l'atollo di Truk, rimanendo spesso nelle retrovie. Tornò in prima linea all'inizio dell'estate, incaricato con altri cacciatorpediniere di trasferire rinforzi alle basi giapponesi nelle isole Salomone centrali, in particolare alla base di Vila a Kolombangara. Proprio durante una di queste missioni fu affondato con i cacciatorpediniere Arashi e Kawakaze durante la brutale battaglia del Golfo di Vella, nella notte del 6-7 agosto.

## Servizio operativo

### Costruzione
Il cacciatorpediniere Hagikaze fu ordinato nell'anno fiscale edito dal governo giapponese nel 1939. La sua chiglia fu impostata nel cantiere navale della ditta Uraga, a Tokyo, il 23 maggio 1939 e il varo avvenne il 18 giugno 1940; fu completato il 31 marzo 1941. La nave formò con i gemelli Arashi, Nowaki e Maikaze la 4ª Divisione cacciatorpediniere, posta alle dipendenze della 4ª Squadriglia della 2ª Flotta.

### 1941-1942
Passato al comando del capitano di fregata Yoshio Inoue, il 29 novembre 1941 l'Hagikaze partì con la divisione d'appartenenza e il resto della squadriglia dallo Stretto di Terashima per arrivare, il 2 dicembre, alla base di Mako nelle isole Pescadores. Qui si radunò la parte di 2ª Flotta (guidata dal viceammiraglio Nobutake Kondō) detta "Corpo principale" e che doveva costituire la copertura a distanza per le squadre d'invasione dirette verso la Malesia britannica e le Filippine. L'Hagikaze rimase con i gregari a fianco di questa formazione dal 4 dicembre all'11 gennaio 1942, quando tutte le navi rientrarono a Mako per rifornimento e per ripartire il 14 alla volta delle isole Palau. Raggiunte il 18, rappresentarono la base per la flotta di copertura di Kondō, questa volta incaricata di vigilare sulle operazioni nelle Indie orientali olandesi. L'Hagikaze e il resto della divisione continuarono a fungere da scorta anche quando il "Corpo principale" si portò alla baia Staring a Celebes, più vicina alla zona d'operazioni, e quando salpò per posizionarsi a sud dell'isola di Giava allo scopo di perfezionarne il blocco. In seguito alla conquista dell'isola e alla conclusione della campagna delle Indie orientali olandesi, l'Hagikaze fu distaccato e posto a difesa di un gruppo di petroliere, a sua volta assegnato al rifornimento della 1ª Flotta aerea che, all'inizio di aprile, eseguì una riuscita incursione nell'Oceano Indiano. La flotta ripiegò verso Singapore e da lì alla volta del Giappone ma, durante la navigazione, l'Hagikaze e il Maikaze ebbero ordine di proteggere la 5ª Divisione portaerei (Shokaku, Zuikaku) dirottata a Mako; si riunirono alla squadra il 19 aprile e arrivarono il 22 a Yokosuka, dove furono revisionati. L'Hagikaze poté tornare nei ranghi della 4ª Divisione, intanto trasferita alla 1ª Flotta aerea, e il 5 maggio passò al comando del capitano di fregata Jūichi Iwagami. Tra il 4 e il 6 giugno fu coinvolto direttamente nella battaglia delle Midway essendo parte della copertura delle portaerei; sostenne i primi attacchi dei velivoli statunitensi, ma poté fare poco quando, attorno alle 10:30 del 4 giugno, si verificò un improvviso e coordinato attacco di bombardieri in picchiata: con il Maikaze ebbe ordine di assistere la Kaga, devastata da quattro ordigni e in preda a un grande incendio; già nei primi minuti delle operazioni di salvataggio il ritratto dell'imperatore fu trasferito sull'Hagikaze. Nel tardo pomeriggio divenne chiaro che la portaerei era ormai spacciata e i circa 1000 superstiti furono presi a bordo dai due cacciatorpediniere. La Kaga saltò in aria poco dopo e affondò.
Subito dopo il ripiegamento generale della Marina imperiale, l'Hagikaze e il resto della 4ª Divisione assunsero la difesa della portaerei Zuiho diretta a Ominato e quindi nelle acque delle isole Aleutine; vi si concentrò la Flotta combinata per parare eventuali mosse statunitensi contro Attu e Kiska, appena occupate, ma senza imbattersi nella United States Navy. Il 12 luglio le navi tornarono in porto e, due giorni più tardi, i cacciatorpediniere della 4ª Divisione furono trasferiti alla 10ª Squadriglia, a sua volta assegnata alla 3ª Flotta: era l'erede della disarticolata 1ª Flotta aerea, sempre al comando del viceammiraglio Nagumo. Il 30 dello stesso mese l'Hagikaze e l'Arashi salparono da Saeki in difesa di due navi da trasporto che prelevarono da Saipan il distaccamento Ichiki e, poi, navigarono sino alla base di Truk (12 agosto). Tra il 16 e il 18 agosto i due cacciatorpediniere portarono alla contesa isola di Guadalcanal alcune truppe ma, il 19, furono attaccati da alcuni quadrimotori Boeing B-17 Flying Fortress: una bomba centrò la torre numero tre dell'Hagikaze, la devastò ed esplose nell'interno della nave, danneggiando anche gli alberi motore e il timone. Capace di spostarsi a soli 6 nodi, fu accompagnato dall'Arashi nel penoso rientro a Truk il 24, dove furono sbarcati tredici feriti (trentatré erano i morti). Rimase nella laguna dell'atollo per diverse settimane ma, già l'8 settembre, passò agli ordini del capitano di corvetta Kenji Hatano. Il 1º ottobre, riparato alla meglio, salpò in direzione di Yokosuka e l'ultimo tratto del viaggio lo fece a rimorchio dello Yamagumo, poiché le macchine sotto sforzo avevano cessato di funzionare: si ormeggiò e nei mesi seguenti fu rimesso a nuovo. L'arsenale incrementò anche la contraerea di bordo: gli impianti binati di cannoni Type 96 da 25 mm, posizionati sulle piattaforme ai lati del fumaiolo posteriore, furono sostituite con due installazioni triple; una coppia di Type 96 fu invece aggiunta davanti alla torre di comando, su una piattaforma appositamente costruita.

### 1943 e l'affondamento
L'Hagikaze tornò pienamente operativo solo a fine febbraio 1943. Salpò il 28 da Yokosuka, incaricato con il cacciatorpediniere Onami di proteggere la piccola portaerei Chuyo nell'andata a Truk dove depositò un gruppo aereo; la riaccompagnò indietro con lo Yugure, arrivando a destinazione il 13 marzo. Nella prima settimana di aprile tornò all'atollo di scorta alle navi da battaglia veloci Kongo e Haruna e, tra il 13 e il 20, rimase a fianco dell'incrociatore pesante Chokai che trasferì truppe alla piazzaforte di Rabaul e tornò a Truk; alla fine del mese arrivò l'Hagikaze a Rabaul di scorta a un convoglio e il 29 proseguì per le isole Shortland: non appena giunto, caricò un certo numero di soldati e li fece sbarcare nottetempo sull'isola di Kolombangara, sulla cui costa meridionale era situata la base di Vila. L'8 maggio lasciò le Shortland in direzione di Buka ma, nel pomeriggio, ebbe ordine di invertire la rotta e precipitarsi presso l'isola di Rendova per soccorrere l'Oyashio e il Kagero finiti su mine; arrivò la mattina del 9, quando ormai le navi erano andate perdute, e poté solo salvare qualche naufrago. Fu richiamato a Rabaul, che lasciò il 15 insieme alla nave appoggio idrovolanti Nisshin per fermarsi a Truk due giorni dopo; qui attese l'Ushio per riaccompagnare a Yokosuka le portaerei Unyo e Chuyo, raggiunta il 9. Il 16 giugno l'Hagikaze, ancora nelle acque giapponesi, passò al comando del capitano di corvetta Masahiro Makoshi.
Il 10 luglio lasciò il Giappone alla volta di Truk con una parte della Flotta Combinata, da dove ripartì il 19 luglio con l'Arashi e l'Isokaze per scortare fino a Rabaul gli incrociatori Mogami, Oyodo, Agano e la Nisshin. Quest'ultima in particolare fu caricata di uomini, artiglieria, mezzi e rifornimenti vari da consegnare alla base di Buin a Bougainville; salpò il 21 luglio, seguita dai tre cacciatorpediniere. La piccola formazione fu però quasi subito localizzata tramite la decrittazione dei messaggi radio e, il giorno successivo, pesanti attacchi aerei colarono a picco la Nisshin a ovest di Buin con gravi perdite umane. L'Hagikaze partecipò alle operazioni di salvataggio prima di ripiegare con i gregari a Rabaul. Da qui condusse un riuscito trasporto di truppe alla baia di Rekata, a Santa Isabel, il 27 luglio. Il pomeriggio del 1º agosto fu coinvolto un'altra missione dello stesso tipo diretta Kolombangara: l'Hagikaze, l'Arashi e lo Shigure vi scaricarono nottetempo 900 soldati e 120 tonnellate di munizioni e vettovaglie, protetti dall'Amagiri che, in testa, li ricondusse verso Rabaul. Durante il ritorno quest'ultimo urtò e affondò la motosilurante PT-109, ma riportò alcune avarie che resero necessario rimpiazzarlo con il Kawakaze. Il pomeriggio del 6 agosto fu perciò l'Arashi a capeggiare un'ennesima crociera con gli altri tre cacciatorpediniere per recare a Vila altre truppe. Il capitano di vascello Kaju Sugiura, comandante della 4ª Divisione a bordo dell'Arashi, prese la rotta già seguita in altre occasioni per approcciare da ovest la base, arrivando dal Golfo di Vella. Nelle ore notturne, però, i quattro cacciatorpediniere furono sorpresi in questo specchio di mare (7°50′S 156°55′E) da due divisioni di omologhi statunitensi che, separatisi in due colonne e facendo uso del radar, investirono con un fuoco incrociato la colonna nipponica. Poco prima della mezzanotte l'Hagikaze fu centrato da due siluri nella sala macchine e perse immediatamente potenza. Anche il Kawakaze e l'Hagikaze furono duramente colpiti e solo lo Shigure, in coda, riuscì a salvarsi e ripiegare; l'Hagikaze fu finito a cannonate e affondò alle 00:18. I naufraghi nuotarono sino alla non lontana Kolombangara e il presidio giapponese inviò in seguito delle imbarcazioni, traendo in salvo solo 310 marinai complessivamente, compresi i capitani Makoshi e Sugiura.
Il 15 ottobre 1943 l'Hagikaze fu rimosso dalla lista del naviglio in servizio.